# Aulnay-l’Aître
Aulnay-l’Aître – miejscowość i gmina we Francji, w regionie Grand Est, w departamencie Marna.
Według danych na rok 1990 gminę zamieszkiwało 129 osób, a gęstość zaludnienia wynosiła 15 osób/km².